# Дрейкс-Бранч (Вірджинія)
Дрейкс-Бранч (англ. Drakes Branch) — місто (англ. town) в США, в окрузі Шарлотт штату Вірджинія. Населення — 533 особи (2020).

## Географія
Дрейкс-Бранч розташований за координатами 36°59′36″ пн. ш. 78°36′3″ зх. д. / 36.99333° пн. ш. 78.60083° зх. д. (36.993350, -78.600952).  За даними Бюро перепису населення США в 2010 році місто мало площу 10,70 км², уся площа — суходіл.

## Демографія
Згідно з переписом 2010 року, у місті мешкало 530 осіб у 229 домогосподарствах у складі 126 родин. Густота населення становила 50 осіб/км².  Було 267 помешкань (25/км²).
Расовий склад населення:
| - 52,6 % — білих - 43,6 % — чорних або афроамериканців - 0,2 % — корінних американців |

До двох чи більше рас належало 2,6 %. Частка іспаномовних становила 1,7 % від усіх жителів.
За віковим діапазоном населення розподілялося таким чином: 23,0 % — особи молодші 18 років, 54,5 % — особи у віці 18—64 років, 22,5 % — особи у віці 65 років та старші. Медіана віку мешканця становила 45,1 року. На 100 осіб жіночої статі у місті припадало 95,6 чоловіків;  на 100 жінок у віці від 18 років та старших — 89,8 чоловіків також старших 18 років.
Середній дохід на одне домашнє господарство  становив 37 019 доларів США (медіана — 26 019), а середній дохід на одну сім'ю — 45 019 доларів (медіана — 43 125). Медіана доходів становила 30 781 долар для чоловіків та 29 375 доларів для жінок. За межею бідності перебувало 31,7 % осіб, у тому числі 42,7 % дітей у віці до 18 років та 5,5 % осіб у віці 65 років та старших.
Цивільне працевлаштоване населення становило 224 особи. Основні галузі зайнятості: освіта, охорона здоров'я та соціальна допомога — 35,7 %, виробництво — 19,6 %, науковці, спеціалісти, менеджери — 11,2 %, транспорт — 10,7 %.